# Belle Ravine
Die Belle Ravine ist ein kurzer Fluss an der Westküste von Dominica im Parish Saint Paul.

## Geographie
Die Belle Ravine entspringt in Beausejour Estate und verläuft nach Westen zum Siedlungsgebiet von Mahaut, wo sie am Südrand des Ortes in das Karibische Meer mündet.
Nach Norden schließt sich das Einzugsgebiet des Mahaut River an und im Süden verläuft der River les Pointes.